# Tempio di Khonsu
Il Tempio di Khonsu è un tempio egizio situato nel complesso templare di Karnak (nella moderna città di Luxor, Egitto) e risalente al periodo del Nuovo Regno, dedicato al dio Khonsu.

## Storia e descrizione
L'edificio fu originariamente edificato da Ramses III (XII secolo a.C.) sul sito di un tempio preesistente. L'ingresso del tempio è situata alla fine del viale delle sfingi che parte dal tempio di Luxor. In epoca tolemaica, il re Tolomeo III Evergete (III secolo a.C.) fece costruire un grande ingresso e le mura di cinta del tempio; tuttavia, oggi rimane solamente l'ingresso. Delle iscrizioni nel piazzale del tempio risalgono al tempo di Herihor (XI secolo a.C.).
La sala ipostila fu edificata sotto Nectanebo I (IV secolo a.C.) e non è di grande estensione; al suo interno furono trovate le statue di due babbuini scolpite al tempo di Seti I (XIII secolo a.C.) e quindi probabilmente apparenti all'edificio preesistenza del sito. Sono frequenti, inoltre, blocchi con decorazioni molto raffinare e capovolte, che mostrano la quantità di ricostruzioni e riutilizzi del materiali dai complessi templari circostanti, specialmente in epoca tolemaica.

## Galleria d'immagini

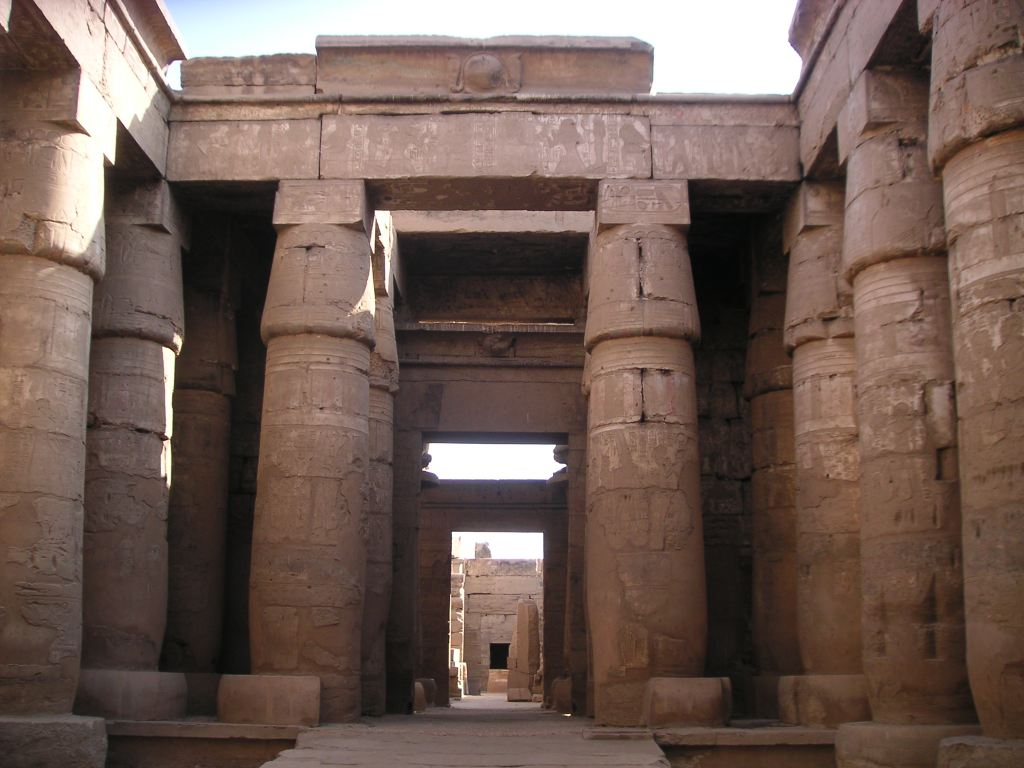
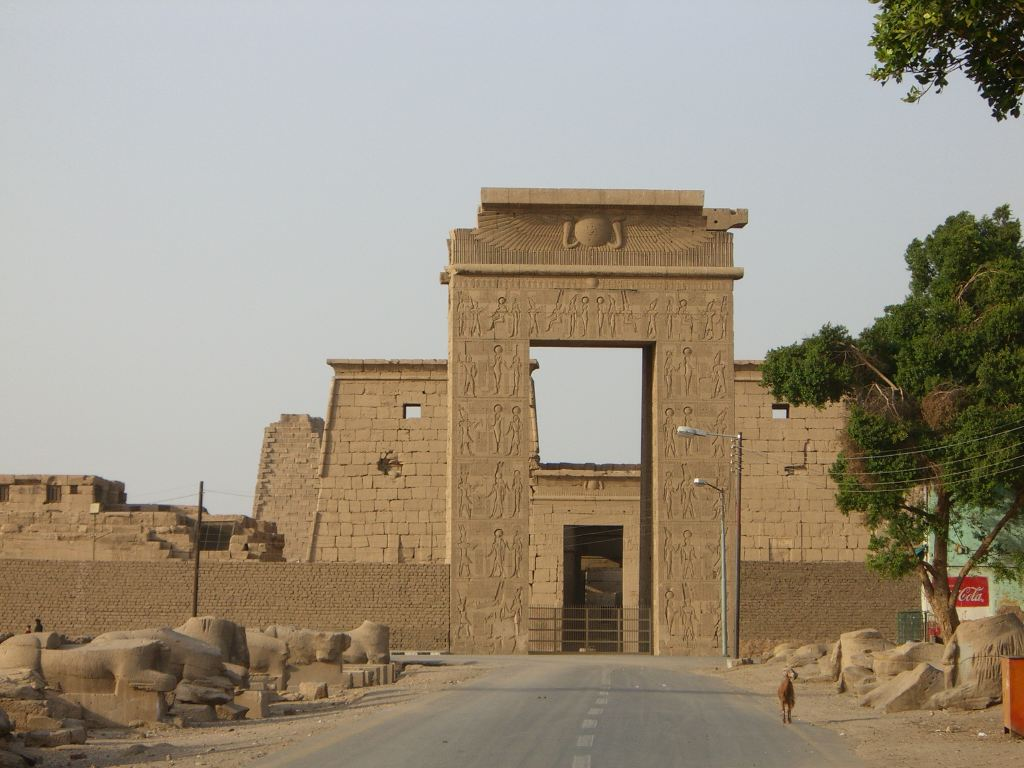
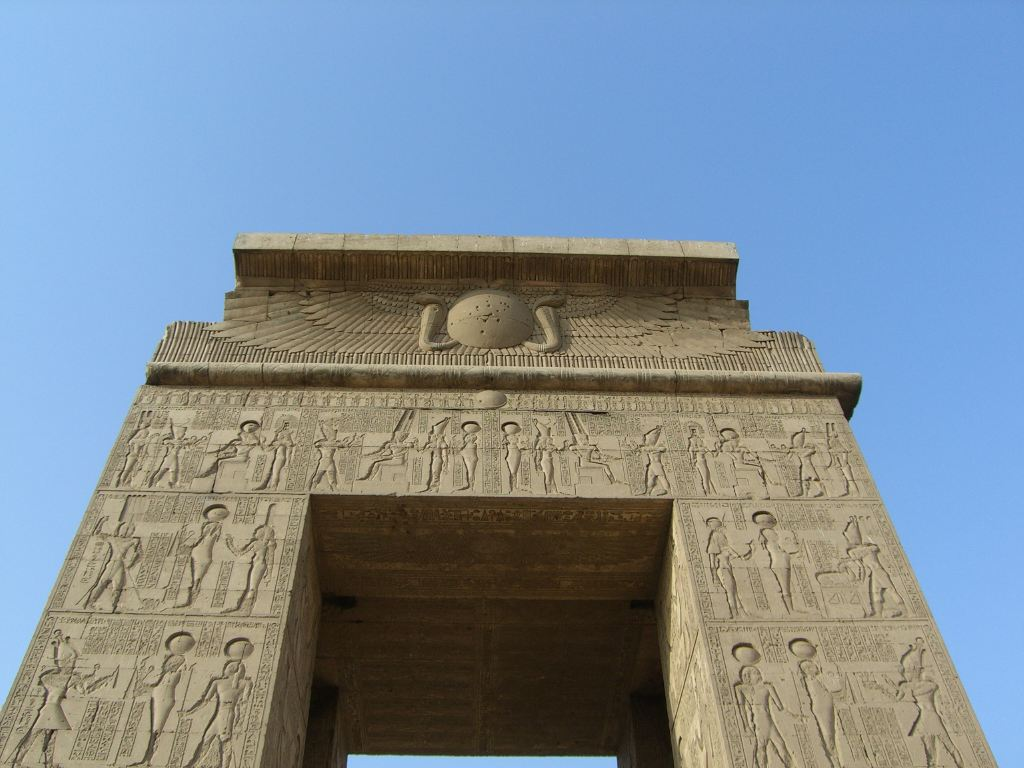
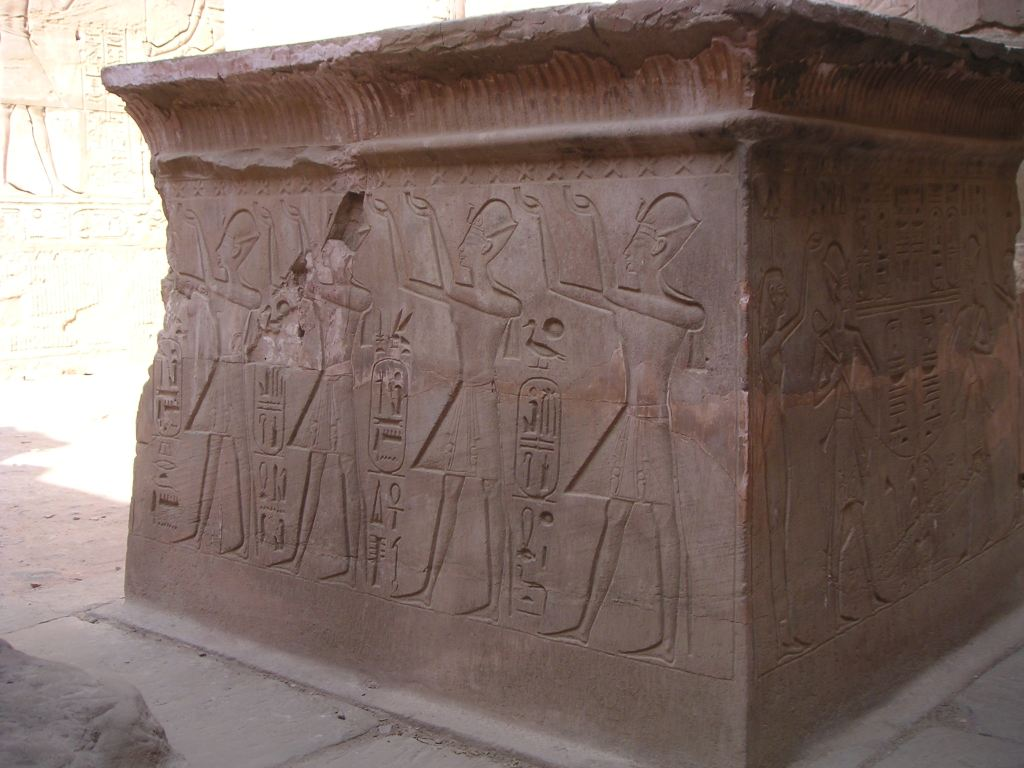
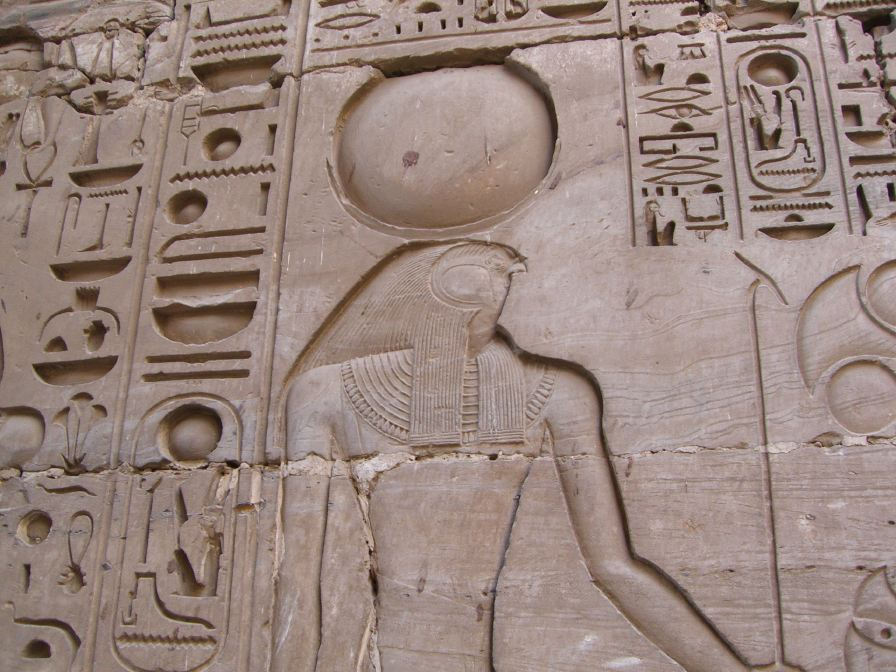
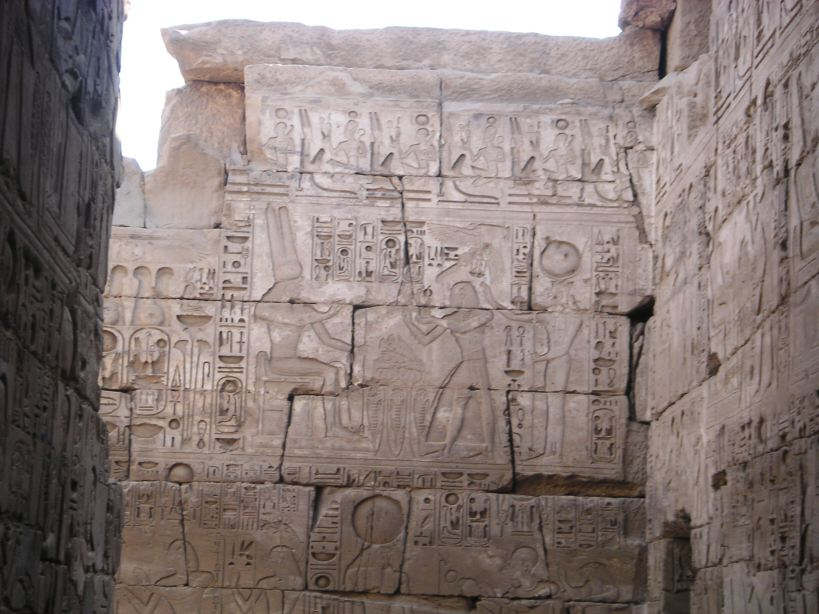
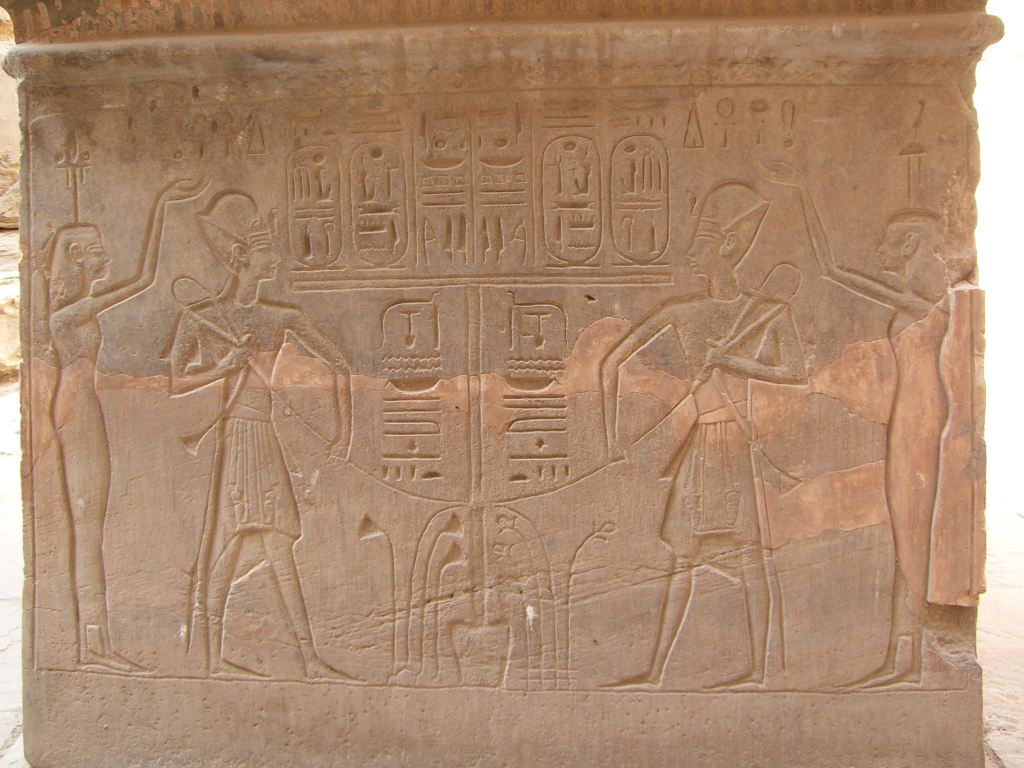
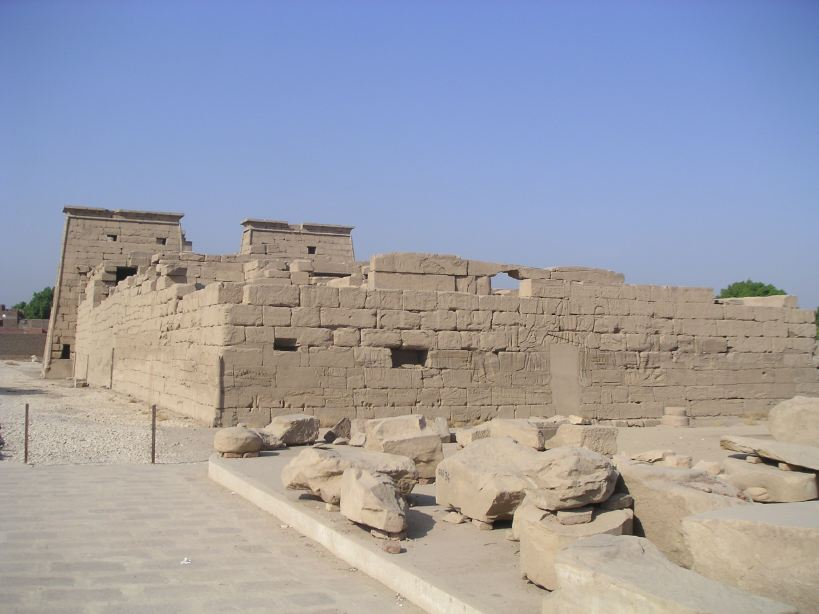